# Nakajima E4N
Nakajima E4N (яп. 九〇式二号水上偵察機 кю:рэй сики ниго: суйдзё: тэйсацуки) (морской разведывательный гидросамолёт Тип 90-2) — серийный разведывательный одномоторный гидросамолёт Императорского флота Японии периода 1930-х годов.

## История создания
В 1928 году Императорский флот Японии сформировал техническое задание на разработку новых разведывательных гидросамолётов дальнего и ближнего действия, на замену устаревшим Yokosuka E1Y и Nakajima E2N соответственно. В конкурсе на разработку ближнего разведчика приняли участие фирмы Aichi и Nakajima, проекты которых получили обозначение Тип 90-1 и Тип 90-2 соответственно.
Конструкторы фирмы «Nakajima», чтобы не терять времени, взяли за основу американский самолёт Vought O2U Corsair. Самолёт, получивший заводское обозначение NZ. Машина представляла собой биплан смешанной конструкции: каркас фюзеляжа был из стальных труб, каркас крыльев был деревянным; обшивка полотняная. Самолёт был оснащён двигателем воздушного охлаждения Bristol Jupiter VI, лицензионное производство которого наладила фирма Nakajima. В отличие от американского самолёта, японский имел два поплавка, что позволяло подвешивать 2 бомбы под фюзеляжем.
Испытания самолёта, который получил обозначение E4N1, показали очень плохую управляемость и манёвренность. Два поплавка вместо одного создавали большое аэродинамическое сопротивление. Поэтому флот отдал предпочтение самолёту Aichi E3A. Но поскольку он также не полностью удовлетворял требованиям технического задания и нуждался доработке, фирма Nakajima приняла решение перепроектировать свой самолёт. Два построенные прототипа были переоборудованы в пассажирские Giyu-11 и проданы гражданской авиакомпании.
Новый самолёт, получивший заводское обозначение NJ, был разработан на базе американского Vought О2U1, но не был его точной копией. Японские инженеры увеличили размах крыла, переделали вертикальное оперение, увеличив его площадь, а также установили двигатель Nakajima Kotobuki-1 мощностью 450 л. с. На серийных машинах его заменил более мощный Nakajima Kotobuki 2 (580 л. с.).

## Производство и эксплуатация
Испытания самолёта прошли успешно. Его манёвренность была на уровне истребителей, а прочная конструкция позволяла осуществлять бомбометание с пикирования. Были устранены недостатки, присущие E4N1 и в 1931 году он был принят на вооружение под названием Морской разведывательный гидросамолёт Тип 90-2 (или E4N2). Убедившись, что E4N2 превосходит E3A, флот прекратил производства самолётов фирмы Aichi. С 1931 по 1936 год было выпущено 80 самолётов E4N2. С 1932 по 1934 года самолёт выпускался также фирмой Kawanishi, которая построила 47 машин.
С 1933 по 1936 годы было построено 5 самолётов с колёсным шасси, которые получили обозначение E4N3. Позже несколько этих самолётов были приспособлены для запуска с палубы авианосца: на них усилили шасси и установила тормозные крюки. Самолёты, получившие обозначение E4N2-C, испытывались на авианосце Рюдзё, и даже приняли участие в начальном этапе японско-китайской войны (1937—1945), патрулируя побережье. Но в целом флот не проявил интерес к палубным разведчикам, считая, что функции разведки могут выполнять переоборудованные ударные самолёты. Но колёсная версия самолёта заинтересовала гражданскую авиакомпанию Nihon Koku Yuso KK, которая специализировалась на почтовых перевозках. Для неё в 1933 году было изготовлено 8 машин, которые получили обозначение P-1. На месте задней кабины было оборудовано багажное отделение. Эти самолёты эксплуатировались на линиях Токио — Фукуока — Осака по крайней мере до 1936 года.
Самолёты E4N2 несли службу практически на всех линкорах и крейсерах японского флота. Как правило, линкоры и тяжёлые крейсера имели по 3 гидросамолёта, лёгкие крейсеры — по 2. Значительная часть самолётов несла службу в береговых частях.
По мере того, как в части стали поступать новые самолёты Nakajima E8N, E4N2 постепенно выводились из боевых частей в учебные. Во время японско-китайской войны они применялись очень ограниченно, в основном патрулируя китайское побережье. Некоторые самолёты, выведенные из эксплуатации в боевых частях, переделывались в транспортно-пассажирские гражданские самолёты.

## Конструкция
Конструктивно самолёт был бипланом смешанной конструкции: стальной каркас фюзеляжа и деревянный каркас крыла были обтянуты полотняной обшивкой, только носовая часть самолёта была обшита листовым дюралем. Центральный поплавок был металлическим, с дюралевой обшивкой. Кабины пилотов были открыты. Самолёт был вооружён двумя 7,7-мм пулемётами: один в задней кабине на турели, и один синхронный спереди. На внешней подвеске самолёта можно было нести две 30-кг бомбы.

## ТТХ

### Технические характеристики
- Экипаж: 2
- Длина: 8,87 м
- Размах крыла: 10,97 м
- Высота: 3,97 м
- Площадь крыла: 22,66 м²
- Профиль крыла:
- Масса пустого: 1 252 кг
- Масса снаряжённого:
- Нормальная взлётная масса:
- Максимальная взлётная масса: 1 800 кг
- Двигатель: Nakajima Kotobuki 2-Kai-1
- Мощность: 1x 585 л. с.[1]

### Лётные характеристики
- Максимальная скорость: 228 км/ч
  - у земли:
  - на высоте м:
- Крейсерская скорость: 146 км/ч
- Практическая дальность: 1 000 км
- Практический потолок: 5 740 м
- Скороподъёмность: 284 м/с
- Нагрузка на крыло: кг/м²[1]

### Вооружение
- Пушечно-пулемётное:
  - 1 х 7.7-мм синхронный пулемёт Виккерс Е, 1 х 7,7-мм пулемёт Тип 92 в задней кабине
- Бомбовая нагрузка: 2 х 30 кг авиабомбы[1]

## Модификации
- E4N1 — прототип (2 экз.)
- E4N2 — серийный вариант
- E4N2-C — палубный вариант (67 экз.)
- E4N3 — вариант с колёсным шасси
- Nakajima P-1 — почтовый самолёт (8 экз.)
- Nakajima Giyu-11 — пассажирский вариант